# Korjakien

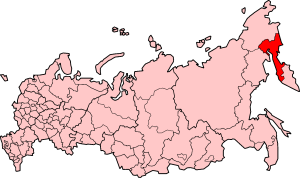
Lägeskarta.

Korjakien är ett okrug som tillhör Kamtjatka kraj i östra Ryssland, utgörande den norra delen av Kamtjatkahalvön samt delar av fastlandet norr om halvön. Ytan är 301 500 km² och folkmängden uppgick till 18 354 invånare i början av 2012. Vid folkräkningen 2002 var 50,6 procent ryssar och 26,7 procent korjaker. De största orterna är Palana (cirka 3 000 invånare) och Ossora (cirka 2 000 invånare).
Landskapet domineras av tundra och gles skog. Bland näringar märks fiske (speciellt av krabba) och renskötsel, samt visst skogsbruk och kolbrytning.
Området gränsar i söder till övriga Kamtjatka kraj, i norr till Tjuktjien och i nordväst till Magadan oblast. Efter en folkomröstning den 23 oktober 2005 beslöts att det då autonoma Korjakien och Kamtjatka oblast skulle slås samman och bilda Kamtjatka kraj den 1 juli 2007. Korjakien existerar numera som ett okrug inom krajet.